# اسکای اسپورت نیوز
 اسکای اسپورت نیوز  (به انگلیسی: Sky Sports News) (به اختصار ssn) یک شبکه تلویزیونی ۲۴ ساعته متعلق به گروه اسکای بریتانیا است. 
این شبکه در سال ۱۹۹۸ میلادی تأسیس شده و تمامی برنامه‌های آن پوشش اخبار ورزشی است که به صورت اچ‌دی پخش می‌شود. 
شبکه اسکای اسپورت یکی دیگر از شبکه‌های این مجموعه در زمینه پخش زنده مسابقات ورزشی فعالیت می‌کند.